# Deltochilum dentipes
Deltochilum dentipes là một loài bọ cánh cứng trong họ Bọ hung (Scarabaeidae).